# Urucurymyia urna
Urucurymyia urna là một loài ruồi trong họ Tachinidae.